# Arthur von Wolkenstein-Rodenegg

Arthur Graf Wolkenstein-Rodenegg

Arthur Wolkenstein-Rodenegg, Pseudonym: Arthur von Rodank (* 4. Januar 1837 in Silz; † 14. Juni 1907 in  Innsbruck) war ein Schriftsteller, Politiker und Repräsentant des Tiroler Grafengeschlechtes der Wolkenstein.

## Familie
Arthur Karl Marie Leonhard, Reichsgraf zu Wolkenstein, Freiherr zu Rodenegg, Salegg und Hauenstein, Herr und Landmann in Tirol, k. k. Kämmerer, Ritter des Franz Joseph-Ordens, wurde als jüngster Sohn des Grafen Ernst Friedrich von Wolkenstein (1799–1870) und dessen Ehefrau Maria Anna von Spaur und Flavon auf Schloss Petersberg geboren, das von 1777 bis 1893 im Besitz der Familie Wolkenstein war.
Er war seit dem 14. Januar 1861 mit Amalie Burlo von Ehrwall (1840–1935) verheiratet, mit der er zwei Kinder hatte.
- Arthur (1861–1919) ⚭ 1895 Maria Kammel Edle von Hardegger (1874–1924)
- Wolfgang (1865–1915) ⚭ 1890 Adelhaid Semmelhack (* 1867)

## Leben und Werk
Nach Absolvierung der Gymnasialstudien trat Arthur in das 3. österreichische Kürassierregiment ein, Krankheit zwang ihn aber nach kurzer Zeit, die militärische Laufbahn aufzugeben. In der folgenden Zeit widmete er sich der Verwaltung seines Vermögens, insbesondere der Landwirtschaft. Von 1875 bis 1878 fungierte er als Präsident der Pferdezuchtkommission in Tirol, später war der Präsident der nordtirolischen Landwirtschafts-Genossenschaft. Auch die Stelle eines Referenten der Tiroler Adelsmatrikel vertrat er eine Zeit hindurch. Graf Wolkenstein wurde im Jahre 1870 vom Großgrundbesitz in den Tiroler Landtag entsendet, wo er sich der liberalen Partei anschloss. Mit Erlass vom 8. Oktober 1878 erfolgte seine Ernennung zum Landeshauptmann-Stellvertreter und 1881 wurde er in den Reichsrat gewählt. Eine Zeitlang saß Wolkenstein als Substitut des Grafen Melchiori im Landesausschuss. Durch viele Jahre war Wolkenstein Oberschützenmeister des Landeshauptschießstandes, auch zu der Zeit, als in Innsbruck das zweite österreichische Bundesschießen abgehalten wurde. Neben seinen Pflichten des Standes und des Berufes widmete er sich der Literatur. Bereits im Jahre 1877 trat er mit seinen literarischen Werken in die Öffentlichkeit. Im Hof-Nationaltheater zu Innsbruck wurde im Mai des genannten Jahres unter Direktor Heinrich von Othegraven zugunsten des Bozner Waltherdenkmalfonds das fünfaktige historische Lustspiel „Die Maultasch“ unter großem Beifall aufgeführt. Die Musik dazu schrieb Ernst Freiherr von Tschiderer. Seine weiteren dichterischen Arbeiten gelangten unter dem Pseudonym Arthur von Rodank in die Öffentlichkeit. Unter diesem Namen verfasste er acht historische Romane, deren Handlungen alle im alten Tirol spielen.
Er war Besitzer der Herrschaft St. Petersberg, Oberst-Erbland-Stallmeister und Oberst-Erbland-Vorschneider in der Grafschaft Tirol, k. k., Kämmerer und Referent der Tiroler Adelsmatrikel. Sein Wohnsitz wechselte zwischen Tirol und Purkersdorf bei Wien, bis er Ende 1906 dauernd nach Innsbruck übersiedelte. Hier starb er am 14. Juni 1907. Seine Leiche wurde zum Stammsitz Rodeneck im Rienztal gebracht und im dortigen Pfarrfriedhof beerdigt.